# Oncholaimus microdon
Oncholaimus microdon is een rondwormensoort uit de familie van de Oncholaimidae. De wetenschappelijke naam van de soort is voor het eerst geldig gepubliceerd in 1930 door Ditlevsen.